# Sinntal
Sinntal é um município da Alemanha, situado no distrito de Main-Kinzig, no estado de Hesse. Tem 111,83 km² de área, e sua população em 2019 foi estimada em 8.856 habitantes.